# الملائكة المسلية (مسرحية)
الملائكة المسلية هي مسرحية لريتشارد إيفريت. أخرج الإنتاج آلان ستراشان وإنتاج مايكل جودرون.

## حبكة
كزوجة قسيس، أمضت جريس حياتها في أفضل سلوك لها. الآن، بعد وفاة زوجها باردولف، يمكنها الاستمتاع بالحرية الجديدة المتمثلة في أن تكون قادرة على فعل وقول ما تريده بالضبط. لكن عودة أختها المبشرة راعوث غريبة الأطوار، مع بعض الوحي المزعج يجبر غريس على مواجهة حقيقة زواجها. تقع المسرحية في حديقة قسيس مورقة مليئة بالعشب الحقيقي والنباتات وجدول مياه جاري، وهي مليئة بالكوميديا الحادة والذكاء مع بينيلوبي كيث الذي قدم أداءً مشهودًا له على نطاق واسع مثل جريس.

## الأدوار
تلعب بينيلوبي كيث دور جريس مع بنيامين ويترو كزوجها الراحل. يشمل باقي الممثلين بولي آدمز وكارولين باكهاوس وكلوديا إلمهيرست. أخرجه آلان ستراشان وإنتاج مايكل كودرون.

## الاستقبال
تلقت المسرحية مراجعات إيجابية على نطاق واسع، وحصلت على 5 نجوم من دليل إدنبرة  حيث كتبت صحيفة صنداي تايمز أن «ريتشارد إيفريت كتب كوميديا دافئة ومتوهجة وجادة، مثل مسرحية آيكبورن التي أنهى ها جي إم باري»، بينما كان لندن إيفريت استعرض ستاندرد المسرحية على أنها «كوميديا إنجليزية للغاية مع بعض المشاعر الحقيقية .. تخدش السطح وستجد تيارات خفية مثيرة للاهتمام تموج الماء .. عالج الزنا والإجهاض والطلاق والخداع بشكل مثير للاهتمام، كلها فقط بعض المشاكل التي كتبها الكاتب ريتشارد إيفريت ينزل وسط النكات التي لقيت استحسانًا .. هذه ضربة مؤكدة».

## روابط خارجية
- The Official Website of Writer Richard Everett
- Indie London review of Enterttaining Angels
- Official London Theatre review of Enterttaining Angels
- [http://www.edinburghguide.com/reviews/theatre/entertainingangelsbyrichardeverett/4331